# Nisser
Nisser is een meer gelegen tussen de gemeenten Kviteseid en Nissedal in de provincie Telemark in Noorwegen. Haar naam komt van het Oudnoordse Niðsær, waarin het eerste deel Nið "bruisend" betekent en het tweede deel sær "meer" betekent.
Het is het op 12 na grootste meer in Noorwegen met een oppervlakte van circa 76.30 km² en een lengte van ca. 35 km, de op 9 na grootste qua volume met 7,19 km³ en het op 22 na diepste meer met 234 m.
Ongeveer in het midden van het meer kan een oversteek per kabelpont worden gemaakt van Nesland naar Fjone. Langs het meer loopt de Riksvei 41. Nordbygdi is een dorp aan de rechteroever.
Water stroomt het meer in via de rivier Straumen vanaf het meer Vråvatn, en verlaat het via de Nisserelva, die bij Haugsjåsund een deel wordt van Fyresdalsåna en later Nidelva. Nidelva loopt uit in de Noordzee bij Arendal. Deze rivier is een deel van het Arendalstroomgebied. Een van de grootste kalkprojecten in Europa wordt hier uitgevoerd.

## Geschiedenis
In 1914 werden twee sluizen en een kanaal aangelegd tussen Nisser (246 m boven zeeniveau) en Vråvatn (248 m boven zeeniveau). Deze kanaal wordt het Storstraum - Småstraumkanaal genoemd en is het kleinste van de drie kanalen in Telemark. Dit maakte het mogelijk om de 50 km lange tocht van Tveitsund tot Vråliosen per boot te maken.